# Studio One (лейбл звукозапису)
Studio One — один із найвідоміших лейблів і студій звукозапису Ямайки, його описують як місто Ямайки. Звукозаписний лейбл був залучений до більшості основних музичних рухів на Ямайці протягом 1960-х і 1970-х років, включаючи ска, рокстеді, реггі, даб і денсхолл.

## Історія
Studio One була заснована Клементом «Кокссон» Доддом у 1954 році, а перші записи були записані в 1963 році на Брентфорд-роуд у Кінгстоні. Серед його найраніших записів були «Easy Snappin» Теофіла Бекфорда за підтримки Clue J &amp; His Blues Blasters і «This Man is Back» тромбоніста Дона Драммонда. Раніше Додд випускав музику на кількох інших лейблах, у тому числі World Disc, і керував Sir Coxsone the Downbeat, однією з найбільших і найавторитетніших звукових систем у гетто Кінгстона.

## Виконавці Studio One
Студія One записувала та випускала музику виконавців (і вклала великий внесок у формування кар’єри) виконавців, зокрема:
| - The Skatalites - The Ethiopians - Bob Marley and the Wailers - Лі Перрі - Burning Spear - Toots &amp; the Maytals - John Holt | - Horace Andy - Ken Boothe - Freddie McGregor - Dennis Brown - Jackie Mittoo - Gladiators - Michigan & Smiley | - Wailing Souls - Dillinger - Delroy Wilson - Heptones - Johnny Osbourne - Marcia Griffiths (of the I-Threes) - Sugar Minott | - The Abyssinians - Culture - Soul Vendors - Lone Ranger - Carlton and The Shoes - Alton Ellis - Willi Williams - Judah Eskender Tafari |